# Dentergem
Dentergem este o comună neerlandofonă situată în provincia Flandra de Vest, regiunea Flandra din Belgia. La 1 ianuarie 2008 avea o populație totală de 8.223 locuitori. 

## Geografie
Comuna actuală Dentergem a fost formată în urma unei reorganizări teritoriale în anul 1977, prin înglobarea într-o singură entitate a 4 comune învecinate. Suprafața totală a comunei este de 25,94 km². Comuna este subdivizată în secțiuni, ce corespund aproximativ cu fostele comune de dinainte de 1977. Acestea sunt:
| - I. Dentergem - II. Markegem - III. Wakken - IV. Oeselgem |

Localitățile limitrofe sunt:
| - Comuna Wielsbeke: - a. Sint-Baafs-Vijve - Comuna Oostrozebeke: - b. Oostrozebeke - Comuna Tielt: - c. Tielt - d. Aarsele - Comuna Deinze: - e. Wontergem - f. Gottem - Comuna Zulte: - g. Olsene - h. Zulte |